# Harry's House
Albums de Harry Styles
Fine Line
(2019)
Singles
1. As It Was
Sortie : 1er avril 2022
2. Late Night Talking
Sortie : 21 juin 2022
3. Music for a Sushi Restaurant
Sortie : 3 octobre 2022
4. Satellite
Sortie : 3 mai 2023

Harry's House est le troisième album studio du chanteur et compositeur britannique Harry Styles, sorti le 20 mai 2022.
L'album est écrit et enregistré en 2020 et 2021 et est inspiré par la city pop japonaise des années 1970.
L'album fait le meilleur démarrage de la carrière de Styles en entrant directement à la première place du UK Albums Chart avec 113 000 équivalent-album ainsi que du Billboard 200 avec 521 500 équivalent-album unités vendues dont 330 000 albums physiques. Il débute également à la première place dans de nombreux pays dont l'Australie, l'Allemagne, la Belgique, le Canada, l'Espagne, la France, l'Irlande, l'Italie, la Nouvelle-Zélande, les Pays-Bas, la Suède et la Suisse.
Harry's House est un succès critique pour sa production et est soutenu par trois singles : As It Was, Late Night Talking et Music for a Sushi Restaurant, les trois ayant débuté à la première place des charts britanniques et américains. À sa sortie, quatre singles atteignent le Top 10 du Billboard Hot 100 : As It Was, Late Night Talking, Music for a Sushi Restaurant et Matilda, faisant de Styles le premier artiste britannique solo à le faire.
L'album est nommé pour le Mercury Prize et remporte le prix de l'album de l'année aux Brits 2023 ainsi que le Grammy Award de l'album de l'année et celui du meilleur album vocal pop. En 2023, le magazine Rolling Stone classe l'album à la 491e place des 500 plus grands albums de tous les temps.

## Contexte
Le chanteur et compositeur anglais Harry Styles annonce le titre de son troisième album studio à venir sous le nom de Harry's House le 23 mars 2022, dévoilant les visuels de l'album, une bande-annonce de 40 secondes et la date de sortie de l'album pour le 20 mai 2022. Lors d'une interview avec Zane Lowe, Styles explique que le titre de son album est inspiré par Haruomi Hosono et son album des années 1970, Hosono's House,. Il est considéré comme son album le plus introspectif, considérant que la 'maison' est une métaphore pour son esprit plutôt qu'un « lieu géographique ».
L'album est écrit en grande partie en 2020 et 2021. Boyfriends, au contraire, est une chanson issue de la dernière semaine d'enregistrement de son album précédente, Fine Line, en 2019. La première chanson écrite pour l'album est Late Night Talking, écrite lors de la première journée d'enregistrement aux Shangri-La studios à Malibu.

## Composition
Harry's House est inspiré de par la city pop japonaise des années 1970-1980 et contient des sons pop-funk, pop rock, synth-pop et des éléments de R&B.

## Promotion
Le 23 mars 2022, le troisième album studio de Harry Styles est annoncé à travers une bande-annonce de 40 secondes donnant une date de sortie au 20 mai 2022. La bande-annonce présente Styles s'avançant sur une scène de théâtre pendant qu'une façade de maison se soulève derrière lui et qu'une version inversée au synthétiseur de Love of My Life est jouée en arrière-plan.
Lors de sa performance au Coachella Festival le 15 avril 2022, Harry Style interprète As It Was en live pour la première fois ainsi que deux autres chansons issue de l'album : Boyfriends et Late Night Talking.
Un mois avant la sortie, l'album filtre sur les réseaux sociaux dans son intégralité.

## Liste des chansons
Les titres des chansons sont révélés par le chanteur.
| 1.    | Music for a Sushi Restaurant | - Harry Styles - Thomas Hull - Tyler Johnson - Mitch Rowland |  | 3:14 |
| 2.    | Late Night Talking           | - Styles - Hull                                              |  | 2:58 |
| 3.    | Grapejuice                   | - Styles - Hull - Johnson                                    |  | 3:12 |
| 4.    | As It Was                    | - Styles - Hull - Johnson                                    |  | 2:47 |
| 5.    | Daylight                     | - Styles - Hull - Johnson                                    |  | 2:45 |
| 6.    | Little Freak                 | - Styles - Hull                                              |  | 3:23 |
| 7.    | Matilda                      | - Styles - Hull - Johnson - Amy Allen                        |  | 4:05 |
| 8.    | Cinema                       | - Styles - Samuel Witte                                      |  | 4:03 |
| 9.    | Daydreaming                  | - Styles - Hull - Johnson                                    |  | 3:07 |
| 10.   | Keep Driving                 | - Styles - Hull - Johnson - Rowland                          |  | 2:19 |
| 11.   | Satellite                    | - Styles - Hull - Johnson                                    |  | 3:37 |
| 12.   | Boyfriends                   | - Styles - Hull - Johnson - Tobias Jesso Jr.                 |  | 3:12 |
| 13.   | Love of My Life              | - Styles - Hull - Johnson                                    |  | 3:11 |
| 41:48 |                              |                                                              |  |      |

## Classements
| Classement                         | Meilleure place |
| ---------------------------------- | --------------- |
| Allemagne (Media Control AG)       | 1               |
| Australie (ARIA)                   | 1               |
| Autriche (Ö3 Austria Top 40)       | 1               |
| Belgique (Flandre Ultratop)        | 1               |
| Belgique (Wallonie Ultratop)       | 1               |
| Canada (Canadian Albums Chart)     | 1               |
| Danemark (Tracklisten)             | 1               |
| Écosse (OCC)                       | 1               |
| Espagne (Promusicae)               | 1               |
| États-Unis (Billboard 200)         | 1               |
| Finlande (Suomen virallinen lista) | 1               |
| France (SNEP)                      | 1               |
| Irlande (Irish Albums Chart)       | 1               |
| Italie (FIMI)                      | 1               |
| Japon (Oricon)                     | 35              |
| Norvège (VG-lista)                 | 1               |
| Nouvelle-Zélande (RIANZ)           | 1               |
| Pays-Bas (Mega Album Top 100)      | 1               |
| Portugal (AFP)                     | 1               |
| Royaume-Uni (UK Albums Chart)      | 1               |
| Suède (Sverigetopplistan)          | 1               |
| Suisse (Schweizer Hitparade)       | 1               |

## Certifications
| Pays             | Certification | Ventes     |
| ---------------- | ------------- | ---------- |
| Australie        | Platine       | 70 000‡    |
| Autriche         | Or            | 7 500‡     |
| Canada           | Platine       | 80 000‡    |
| Danemark         | Platine       | 20 000‡    |
| Espagne          | Platine       | 40 000‡    |
| États-Unis       | 2 × Platine   | 2 000 000‡ |
| France           | 2 × Platine   | 200 000‡   |
| Italie           | Platine       | 50 000‡    |
| Nouvelle-Zélande | 2 × Platine   | 30 000‡    |
| Pologne          | Platine       | 20 000‡    |
| Royaume-Uni      | Platine       | 370 000‡   |
| Suède            | Platine       | 30 000‡    |

## Distinctions
| Année | Organisation  | Récompense                 | Résultat | Réf.   |
| ----- | ------------- | -------------------------- | -------- | ------ |
| 2023  | Grammy Awards | Album le mieux conçu       | Lauréat  | [ 50 ] |
| 2023  | Grammy Awards | Album de l'année           | Lauréat  | [ 50 ] |
| 2023  | Grammy Awards | Meilleur album vocal pop   | Lauréat  | [ 50 ] |
| 2023  | Brit Awards   | Meilleur album britannique | Lauréat  | [ 51 ] |